# Burlington (Colorado)
Burlington település az Amerikai Egyesült Államok Colorado államában, Kit Carson megyében, melynek megyeszékhelye is. Lakosainak száma 3172 fő (2020. április 1.).

## Népesség
A település népességének változása:

| 2010 | 4 254 |
| 2020 | 3 172 |